# Елманов, Андрей Власьевич
Андре́й Вла́сьевич Елманов (1716 — 23 июня [4 июля] 1778, Санкт-Петербург) — вице-адмирал Российской империи. Командующий русским флотом в заключительный этап Первой Архипелагской экспедиции.

## Биография
Родился в 1716 году в дворянской семье Тверской губернии.
С 1738 года на флоте, поступил на службу гардемарином. С марта 1743 года мичман на Балтийском флоте.
В ходе Семилетней войны 1756—1763 годов — капитан 2-го ранга; последовательно командовал линейными кораблями «Шлиссельбург», «Полтава», «Рафаил». В 1760 году участвовал в осаде прусской крепости Кольберг. После окончания войны в 1763 году Елманова произвели в капитаны 1-го ранга и назначили командиром нового флагманского корабля «Св. Кир-Иоанн». С 1764 по 1768 год состоял главным командиром Казанского адмиралтейства.
С 1768 года находился в Кронштадте; в 1769 году получил звание контр-адмирала и получил назначение в первую эскадру адмирала Григория Спиридова Первой Архипелагской экспедиции: Елманов состоял флагманом (на корабле «Северный Орел») в эскадре вице-адмирала Андерсона, конвоировавшей эскадру Спиридова до Копенгагена и далее до Англии. Отплыл в Средиземное море, но вследствие повреждения корабля «Северный Орел» вернулся в Портсмут. Перенёс флаг на корабль «Европа» и возглавил отставшую от Спиридова и Грейга часть эскадры. В феврале 1770 года у берегов Мореи (под Короном) соединился со Спиридовым.
После оставления русским флотом Наваринской бухты в мае 1770 года Елманов возглавил эскадру, состоявшую из фрегата «Надежда Благополучия», пакетбота и трёх пинков. С этой эскадрой отправился с больными и ранеными в Порт-Магон на острове Менорка, откуда вернулся к эскадре в порт Ауза только в январе 1771 года, почему и не участвовал в основных кампаниях экспедиции 1770 года (в том числе в Хиосском и Чесменском сражениях).
С марта 1771 года командовал отрядом судов, остававшихся в Аузе после ухода из неё основных морских сил к Дарданеллам. С июня 1771 года после отъезда адмирала Арфа Елманов возглавил третью эскадру экспедиции. В конце февраля 1772 года Елманову было поручено прекратить подвоз припасов из Архипелага в Константинополь и не дать выйти из Мраморного моря алжирской эскадре (12 судов). С эскадрой в 11 судов Елманов подошел к Дарданеллам и заставил алжирскую эскадру, показавшуюся было из Мраморного моря, вернуться в пролив, после чего при входе в Дарданеллы Елманов частью потопил, частью сжег несколько мелких турецких судов. В октябре 1772 года награждён орденом Св. Анны.
В 1773 году, после перемирия, отправлен с дивизией из 7 судов Спиридовым для разорения малоазиатского побережья, дивизия Елманова сожгла бомбардировкой город Будрум, разрушила много зданий на острове Станчио (где сухопутный десант потерпел неудачу) и снова вернулась к Дарданеллам. В конце 1773 года, произведен в вице-адмиралы и вступил в командование всем Средиземноморским флотом вместо ушедшего по болезни Спиридова и, до конца войны держась у Дарданелл, продолжал тревожить турецкие побережья и острова посылкой отдельных небольших отрядов. После заключения Кючук-Кайнарджийского мира в 1774—1775 годах руководил эвакуацией русской базы из Аузы и возвращением судов Первой Архипелагской экспедиции в Балтийское море.
По возвращении Балтийского флота в 1775 году заслужил благодарность Екатерины II: «Богу благодарение, вице-адмиралу Елманову спасибо» и орден Святого Александра Невского; 4 марта 1776 года Елманова назначили главным командиром Ревельского порта, а 20 июня того же года — членом Адмиралтейств-коллегии; 18 января 1778 года был назначен начальником 2-й флотской дивизии, но летом того же года, 23 июня скончался. Похоронен на Лазаревском кладбище Александро-Невской лавры.